# Kiki the nanobot
kiki the nanobot je 3D logická arkáda vycházející z her Sokoban a Kula World. Hra má zveřejněn zdrojový kód a je dostupná pro Microsoft Windows, Linux a Mac OS X.
Ve hře ovládáte nanobota, jehož cílem je dostat se do další úrovně co nejnižším počtem pohybů. Kiki se dostane do další úrovně průchodem aktivní branou.
Hra obsahuje asi 50 úrovní.

## Příběh
Bylo nebylo, v nanosvětě žili maličcí roboti šťastný umělý život, pilně sbírající zdroje pro svého stvořitele, který vyráběl více a více maličkých robotů.
Jednoho dne, se objevila cizorodá moc a zničila stvořitelův hlavni řídící program a od té doby nefunguje správně a vyrábí pouze líne a hloupé malé roboty, kteří po sobě navzájem střílí a ničí nanosvět.
Vaším úkolem je pomoci kikimu, poslednímu zbylému rozumnému botovi, opravit stvořitele.

## Objekty

### kiki
kiki je hlavní hrdina této hry. Má dvě červená kola a oranžové tělo s dělem.

### Zmutovaní boti
Jsou to hloupí boti vzniklí poruchou řídícího programu. Mají kola tmavě modré barvy a tělo zbarveno do světlejšího odstínu. Jejich jedinou pracovní náplní je střílet po sobě navzájem. Můžete je klidně ignorovat.

### Brány
Brány mohou být aktivní a neaktivní. Aktivní brány slouží k přemístění do další úrovně. K aktivaci brány dojde po zapnutí spínače, propojení obvodu, přesunu krychlí na určité místo (pískoviště), nebo již může být aktivována.

### Kameny a zdi
Z kamenů a zdí je tvořena většina nanosvěta. Kameny dokáže kiki posouvat, ale pokud pod jejich novou pozicí nic není, kámen spadne dolů. Pozor, v nanosvětě neplatí obvyklé fyzikální zákony. Směr působení gravitace určuje kikiho perspektiva.

### Přepínače
Přepínače se aktivují a deaktivují zásahem střely. Jejich funkce se často liší a je proto popsána v nápovědě úrovně.

### Bomby
Bomby explodují, pokud jsou zasaženy střelou, nebo střepinou jiné bomby. Při výbuchu bomby vyletí 6 střepin do kladného i záporného směru každé osy (x, y ,z). Střepiny se pohybují prostorem do zasažení jiného objektu. Pokud je objekt posunutelný, bude posunut ve směru letu střepiny.

### Motory
Motory jsou objekty nepřetržitě vytvářející kinetickou energii. Ta může být pomocí ozubených kol převáděna do generátorů.

### Ozubená kola
Ozubená kola jsou posunutelné objekty sloužící k vedení kinetické energie.

### Generátory
Generátory jsou objekty, které dokážou převádět kinetickou energii na elektrickou. I tyto objekty mohou být posouvány.

### Dráty
Elektrické dráty vodí proud, čímž dokáží aktivovat bránu nebo napájet jiné objekty (není dosud implementováno).

## Ocenění
Tato hra zvítězila v roce 2002 na soutěži uDevGame Game Programming Contest v kategoriích Best Graphics, Best Originality a Best Overall Game.